# Guichainville
Guichainville és un municipi francès situat al departament de l'Eure i a la regió de Normandia. L'any 2007 tenia 2.462 habitants.

## Demografia

### Població
El 2007 la població de fet de Guichainville era de 2.462 persones. Hi havia 856 famílies, de les quals 128 eren unipersonals (28 homes vivint sols i 100 dones vivint soles), 280 parelles sense fills, 388 parelles amb fills i 60 famílies monoparentals amb fills.
La població ha evolucionat segons el següent gràfic:
Habitants censats

### Habitatges
El 2007 hi havia 881 habitatges, 860 eren l'habitatge principal de la família, 8 eren segones residències i 13 estaven desocupats. 872 eren cases i 9 eren apartaments. Dels 860 habitatges principals, 758 estaven ocupats pels seus propietaris, 92 estaven llogats i ocupats pels llogaters i 10 estaven cedits a títol gratuït; 1 tenia una cambra, 7 en tenien dues, 61 en tenien tres, 222 en tenien quatre i 569 en tenien cinc o més. 671 habitatges disposaven pel capbaix d'una plaça de pàrquing. A 308 habitatges hi havia un automòbil i a 529 n'hi havia dos o més.

### Piràmide de població
La piràmide de població per edats i sexe el 2009 era:
| Homes | Edats   | Dones |
| ----- | ------- | ----- |
| 0     | 95 o +  | 0     |
| 0     | 90 a 94 | 0     |
| 0     | 85 a 89 | 12    |
| 12    | 80 a 84 | 0     |
| 28    | 75 a 79 | 32    |
| 20    | 70 a 74 | 20    |
| 32    | 65 a 69 | 20    |
| 76    | 60 a 64 | 56    |
| 60    | 55 a 59 | 68    |
| 104   | 50 a 54 | 96    |
| 148   | 45 a 49 | 112   |
| 104   | 40 a 44 | 132   |
| 76    | 35 a 39 | 120   |
| 60    | 30 a 34 | 88    |
| 56    | 25 a 29 | 32    |
| 80    | 20 a 24 | 60    |
| 100   | 15 a 19 | 144   |
| 72    | 10 a 14 | 112   |
| 80    | 5 a 9   | 124   |
| 80    | 0 a 4   | 44    |

## Economia
El 2007 la població en edat de treballar era de 1.738 persones, 1.210 eren actives i 528 eren inactives. De les 1.210 persones actives 1.129 estaven ocupades (599 homes i 530 dones) i 81 estaven aturades (31 homes i 50 dones). De les 528 persones inactives 156 estaven jubilades, 193 estaven estudiant i 179 estaven classificades com a «altres inactius».

### Ingressos
El 2009 a Guichainville hi havia 881 unitats fiscals que integraven 2.419,5 persones, la mediana anual d'ingressos fiscals per persona era de 22.707 €.

### Activitats econòmiques
Dels 174 establiments que hi havia el 2007, 6 eren d'empreses extractives, 2 d'empreses de fabricació de material elèctric, 14 d'empreses de fabricació d'altres productes industrials, 26 d'empreses de construcció, 51 d'empreses de comerç i reparació d'automòbils, 7 d'empreses de transport, 8 d'empreses d'hostatgeria i restauració, 4 d'empreses d'informació i comunicació, 6 d'empreses financeres, 5 d'empreses immobiliàries, 27 d'empreses de serveis, 10 d'entitats de l'administració pública i 8 d'empreses classificades com a «altres activitats de serveis».
Dels 35 establiments de servei als particulars que hi havia el 2009, 5 eren tallers de reparació d'automòbils i de material agrícola, 1 paleta, 7 guixaires pintors, 6 fusteries, 2 lampisteries, 5 electricistes, 2 perruqueries, 1 veterinari, 4 restaurants, 1 agència immobiliària i 1 tintoreria.
Dels 16 establiments comercials que hi havia el 2009, 1 era, 2 grans superfícies de material de bricolatge, 2 llibreries, 1 una llibreria, 2 botigues d'equipament de la llar, 2 botigues d'electrodomèstics, 2 botigues de mobles, 1 una botiga de mobles, 1 una botiga de material esportiu, 1 una botiga de material de revestiment de parets i terra i 1 una perfumeria.
L'any 2000 a Guichainville hi havia 13 explotacions agrícoles que ocupaven un total de 1.390 hectàrees.

## Equipaments sanitaris i escolars
El 2009 hi havia 1 centre d'urgències, 1 farmàcia i 2 ambulàncies.
El 2009 hi havia 1 escola maternal i 1 escola elemental.

## Poblacions més properes
El següent diagrama mostra les poblacions més properes.